# JamMan
Un JamMan est un appareil de boucles audio (looper ou loop station) commercialisé par la compagnie Lexicon en 1994.
Ce produit permet aux musiciens d'enregistrer des phrases musicales et de les répéter à l'infini .Les musiciens l'utilisent généralement pour l'accompagnement de leur chanson comme s'il s'agissait d'un vrai groupe virtuel, les pistes se créant les unes après les autres.